# Mérope (Voltaire)

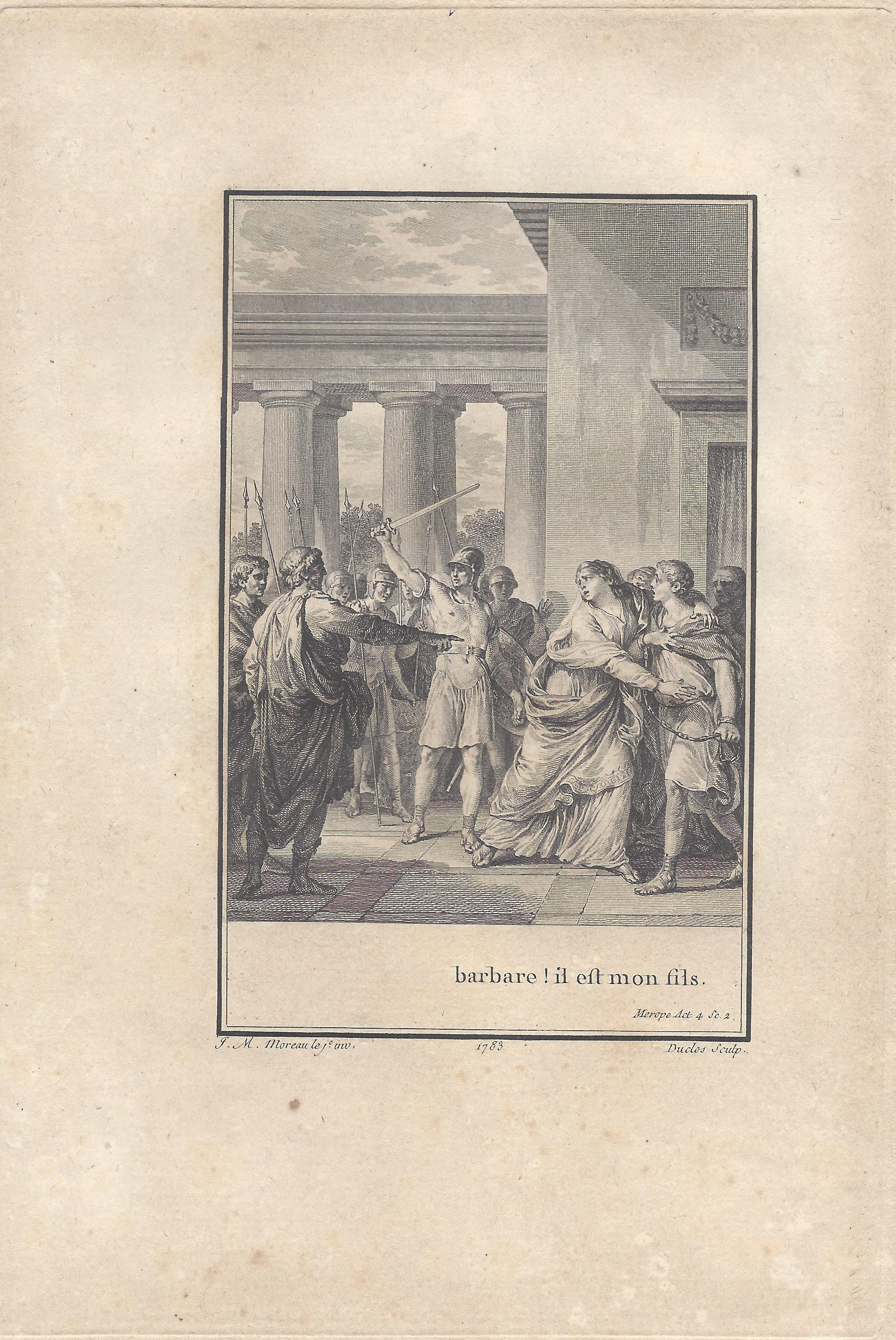
Jean-Michel Moreau: Illustration zur Mérope 1783

Mérope, mit vollem Titel La Mérope Française, ist eine Tragödie in fünf Aufzügen von Voltaire. Der Text ist eine Bearbeitung der Tragödie Merope von Scipione Maffei aus dem Jahr 1713 und wurde von Voltaire 1736/1737 verfasst. Das Stück wurde 1743 uraufgeführt und 1744 in Buchform veröffentlicht.

## Handlung
1. Akt
Die Handlung spielt am Hof von Messene im antiken Griechenland. Fünfzehn Jahre des Bürgerkrieges liegen zurück und Mérope trauert um ihren ermordeten Gatten König Cresphonte. Sie und der Usurpator Polyphonte beanspruchen die Königsherrschaft – die Witwe indes nur für ihren in der Fremde bei dem Greis Narbas weilenden Sohn Egisthe. Polyphonte will den Mangel an eigener Berechtigung auf den Königsthron durch eine Heirat mit Mérope ausgleichen – Mérope aber weist sein Ansinnen zurück. Während er sich gegenüber der Witwe vertrauenserweckend zeigt, erteilt Polyphonte hinter ihrem Rücken den Befehl, Egisthe und Narbas zu ermorden, falls sie in der Stadt auftauchen.
2. Akt
Ein Unbekannter erscheint in Messene; er hat, von zwei Männern in der Stadt angegriffen, den jüngeren getötet und wird vor Mérope gebracht. Sie glaubt im Gesicht des Fremden einige Gesichtszüge Cresphontes zu erkennen. Der Fremde aber gibt an, Polyclète sei sein Vater, Egisthe und Narbas kenne er nicht. Unterdessen überschlagen sich die Ereignisse: Polyphonte lässt sich vom Volk als König ausrufen. Mérope ereilt die Nachricht vom Tod ihres Sohnes – der Fremde soll der Täter, Narbas bei dessen Angriff entkommen sein. Die Witwe will den Tod ihres Sohnes rächen.
3. Akt
Narbas erscheint – ohne sich erkennen zu geben – und begehrt Mérope zu sprechen, die jedoch ganz mit ihren Racheplänen befasst ist. Der vermeintliche Mörder ihres Sohnes wird ihr in Ketten vorgeführt. Als sie mit ihm zum Grab Cresphontes gehen will, tritt Narbas herzu und enthüllt, dass es sich bei dem Fremden um Egisthe handelt. Polyphonte verlangt den Fremden zu vernehmen. Narbas enthüllt indes weiter, dass Polyphonte der eigenhändige Mörder ihres Gatten Cresphonte sei – er, Narbas, habe sich sechzehn Jahre mit Egisthe verborgen und, um nicht entdeckt zu werden, den Namen Polyclète angenommen. – Polyphonte erscheint und begehrt erneut die Hand der Königswitwe, die Hinrichtung des Mörders ihres Sohnes stehe an. Mérope verlangt, dass man ihr den Täter übergebe.
4. Akt
Mérope und Polyphonte streiten sich um das Recht, den Täter zu richten. Als Polyphonte den Soldaten befiehlt, diesen zu schlagen, wirft sich Mérope zwischen Egisthe und die Soldaten und bekennt, seine Mutter zu sein. Polyphonte stellt daraufhin die Königswitwe vor die Entscheidung: Entweder sie heiratet ihn und rettet damit ihren Sohn oder sie wird gemeinsam mit ihm exekutiert.
5. Akt
Polyphonte wiederholt Égisthe gegenüber sein Ultimatum und wartet im Tempel, in dem die Trauung vollzogen werden soll. Mérope und Égisthe begeben sich dorthin. Schreie Kämpfender und Stimmen Sterbender dringen aus dem Tempel. Égisthe erschlägt den Usurpator mit einer Axt. Mérope verkündet dem Volk, dass Égisthe sein Konig sei. Dieser beschließt das Bühnenstück mit den Worten:

„Lasst uns zum Thron gehen und meine Mutter dort platzieren;
 Und du, mein lieber Narbas, sei immer mein Vater.“

## Literarische Vorlage und biografische Bezüge
Scipione Maffei hatte den Stoff 1713 zur Tragödie Merope bearbeitet. Voltaire traf 1733 Maffei in Paris und erhielt von diesem die Zustimmung zur Verfassung einer französischen Bearbeitung. Erst nach der Aufführung der Tragödie Mahomet der Prophet entschloss sich Voltaire zur Uraufführung der bereits 1737 fertiggestellten Mérope.

## Aufführungen und zeitgenössische Rezeption
Die Tragödie wurde an der Comédie-Française uraufgeführt. Nach der Erstaufführung wurde der anwesende Voltaire vom Publikum vor den Vorhang gerufen, ein Novum in der französischen Theatergeschichte. Mit 29 Aufführungen in der Folge war die Mérope ein großer Erfolg. Die Einnahmen überstiegen diejenigen aller vorherigen Aufführungen von Voltaires Stücken. Die Mérope wurde im Februar und März des Folgejahres erneut mit noch größeren Besucherzahlen auf den Spielplan gesetzt.

## Drucklegung
La Mérope Française erschien 1744 in mehreren Auflagen bei Prault fils in Paris.

## Beigaben
Der Tragödie stellte Voltaire einen Hinweis an den Leser voran, den Avis au lecteur, in dem er vor Raubdrucken warnt, und einen Widmungsbrief an Scipione Maffei, den Autor der italienischen Merope. Der Tragödie folgen nach einem Zwischentitel die Pièces fugitives de littérature: Lettre sur l'esprit; Nouvelles considérations sur l'histoire und, mit eigener Paginierung, der Lettre à M. Norberg, chapelain du roy de Suède Charles XII, auteur de l`histoire de ce monarque. Letzterer Titel erschien auch separat.

## Erste Ausgaben
- La Mérope Française, avec quelques petites pièces de Litterature, Paris, Chez Prault fils, Libraire, Quai de Conty, vis- àvis la descente du Pont-Neuf, à la Charitè, M. DCC. XLIV, 8°, XXIV (II), 116 (II), 16 S.